# 玉城美海
玉城 美海（たまき みゆう、2005年12月19日 - ）は、日本の女性タレント。

## 略歴
2013年から2021年2月28日までNEWSエンターテインメントに所属し、子役として活動。2021年8月、Sony Musicアーティスト養成講座「the LESSON」第10期生。

## 人物
- 天才てれびくんYOUで、てれび戦士として知られる。
  - 天才てれびくんYOUの放送最終日に、自身で考えたオリジナル曲「全部ひっくるめて私はこう言いたかったのだ」を歌唱した。

趣味・特技
ボディボード、スノーボード、空手、ピアノ、ギター。

## 出演作品

### テレビドラマ
- 碧の海〜LONG SUMMER〜（2014年、東海テレビ制作 フジテレビ系全国ネット）
- 大使閣下の料理人（2015年1月3日、フジテレビ) - 孤児院の子供 役
- 真田丸（2016年、NHK） - すえ 役
- カッコウの卵は誰のもの（2016年、WOWOW） - 入院患者の女の子 役
- 沈まぬ太陽（2016年、WOWOW） - 行天利々 小学生時代 役
- 木曜劇場 Chef〜三ツ星の給食〜（2016年、フジテレビ） - クラスメイト 役

### バラエティー番組
- 優しい人なら解ける クイズやさしいね（2015年、フジテレビ）
- 天才てれびくんYOU（2017年4月3日 - 2020年4月2日、NHK Eテレ） - てれび戦士

### ラジオドラマ
- FMシアター「風のあと咲き」（2020年10月24日、NHK-FM） - 花蓮 役

### ラジオバラエティ
- ちきゅうラジオ（2019年11月3日、NHKラジオ第1放送）

### 広告
CF
- ファイザー「禁煙外来」（2015年）
- ガスト「妖怪ラッキーセット篇」（2015年）

WEB
- カンドゥー幕張新都心（2015年）
- Yahoo! JAPAN「Microsoft Windows 10」（2016年）
- ベネッセ『それでも、下を向くキミたちへ。』（2020年）[1]

VP
- アイリスフーズ「生鮮米」（2014年）
- パナソニック「リビングコーポレートショウルーム」（2015年）
- OLDCODEX Single Collection「Fixed Engine」特典PV（2016年）

スチール
- ジャパネットたかた「ニコン」（2014年） - 販促用
- ハースト婦人画報社「美しいキモノ」（2015年）
- エンターブレイン「ぴこぷり」（2015年）
- ベネッセコーポレーション「夏講座」（2015年）